# 가시하라 신궁
가시하라 신궁(일본어: 橿原神宮)은 일본 나라현 가시하라시에 있는 신사이다. 가시하라 신궁은 1880년에 일본의 첫 번째 천황인 진무 천황이 황위에 오른 곳으로 여겨지는 가시하라 궁 부지에 세워졌다.
일본 최초의 천황인 진무 천황을 제신으로 모시는 신사이기 때문에 일본인들에게는 성지처럼 여겨지며, 재특회 등의 일본 극우단체들 역시 종종 보이는 곳이다.
메이지 천황의 칙령으로 세워진 신궁으로, 이 때에 교토 어소의 전각 중 하나였던 신가전(일본어: 神嘉殿)을 이 신궁의 신악전(일본어: 神楽殿)으로 사용하게 하였으며 이 신악전은 1993년 2월 4일 화재로 소실되어 이후 재건되었다.
해당 신궁 동북쪽에는 진무 천황의 능이 있다.
교통편은 긴키 일본 철도의 역인 가시하라진구마에역에서 내리면 된다.

## 건축물

### 경내
- 본전(일본어: 本殿) - 원래 교토 어소의 내대소였으나 옮겨왔다.
- 폐전(일본어: 幣殿)
- 내배전(일본어: 内拝殿)
- 외배전(일본어: 外拝殿) - 가시하라 신궁의 사진들은 대부분 이 외배전을 찍은 사진들이다.
- 의식전(일본어: 儀式殿)
- 신찬소(일본어: 神饌所)
- 신악전(일본어: 神楽殿) - 원래 교토 어소의 신가전이었으나 옮겨왔다.
- 참집전(일본어: 参集殿)
- 토간전(일본어: 土間殿)
- 기도전(일본어: 祈祷殿)
- 칙사관(일본어: 勅使館)

### 경외
- 문화전(일본어: 文華殿) - 원래 야나기모토 번의 번청이었으나 옮겨왔다.
- 재관(일본어: 斎館)
- 사무소(일본어: 社務所)
- 귀빈관(일본어: 貴賓館)
- 가시하라 신궁 회관(일본어: 橿原神宮会館)
- 숭경회관(일본어: 崇敬会館)
- 양정전(일본어: 養正殿)
- 보물관(일본어: 宝物館) - 신궁의 보물을 전시 해 놓은 박물관으로, 300엔의 입장료를 징수한다. 신궁 회관 내부에 있다.

## 행사
- 1월 1일 세단제(일본어: 歳旦祭)
- 1월 3일 원시제(일본어: 元始祭)
- 1월 7일 소화천황제요배(일본어: 昭和天皇祭遥拝)
- 2월 11일 기원제(일본어: 紀元祭)
- 2월 17일 기년제(일본어: 祈年祭)
- 4월 3일 신무천황제(일본어: 神武天皇祭)
- 4월 29일 소화제(일본어: 昭和祭)
- 9월 9일 헌등제(일본어: 献燈祭)
- 11월 23일 신상제(일본어: 新嘗祭)
- 12월 23일 천장제(일본어: 天長祭)
- 12월 31일 대불(일본어: 大祓)

## 갤러리

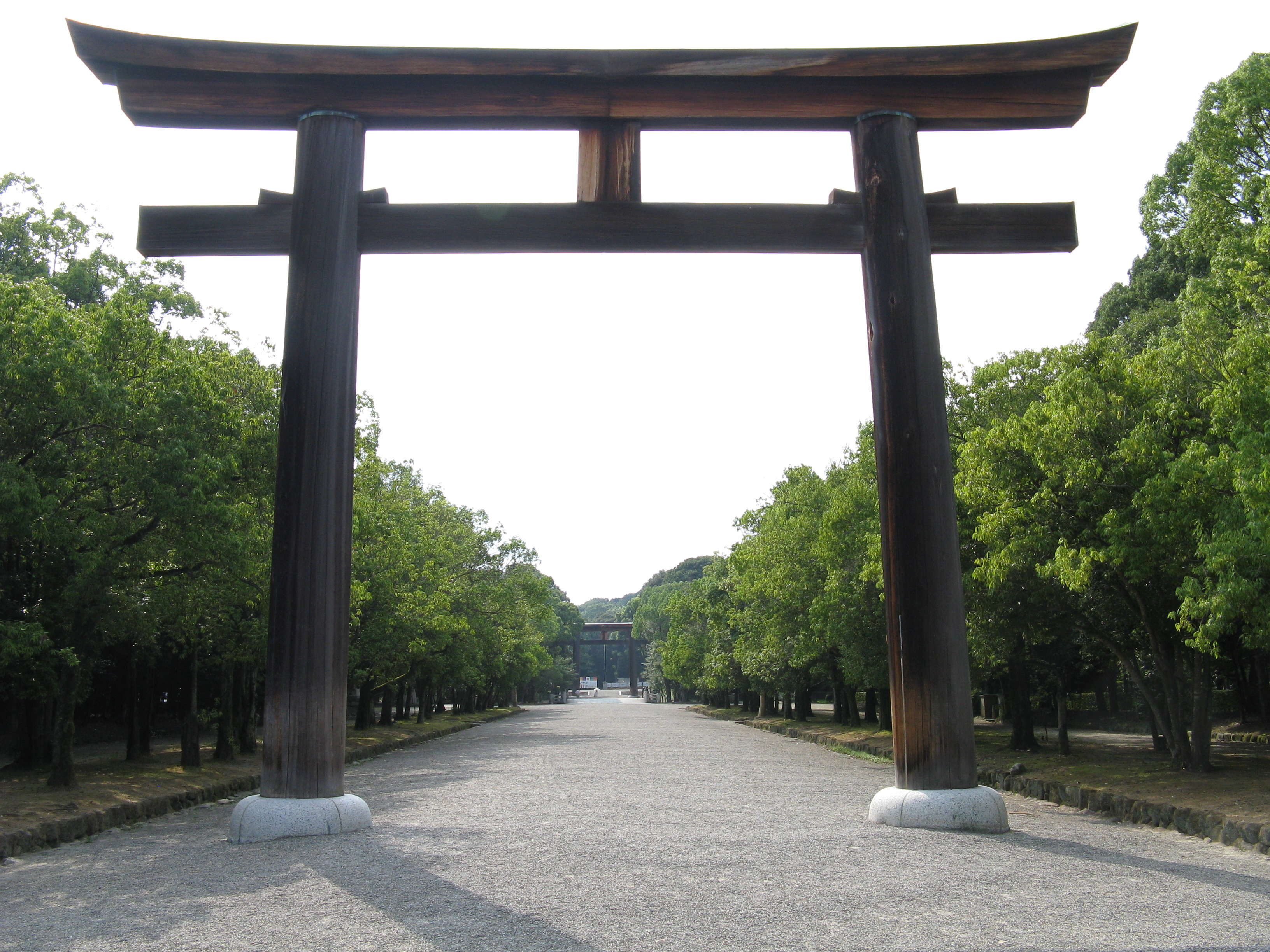
가시하라 신궁 오도리이
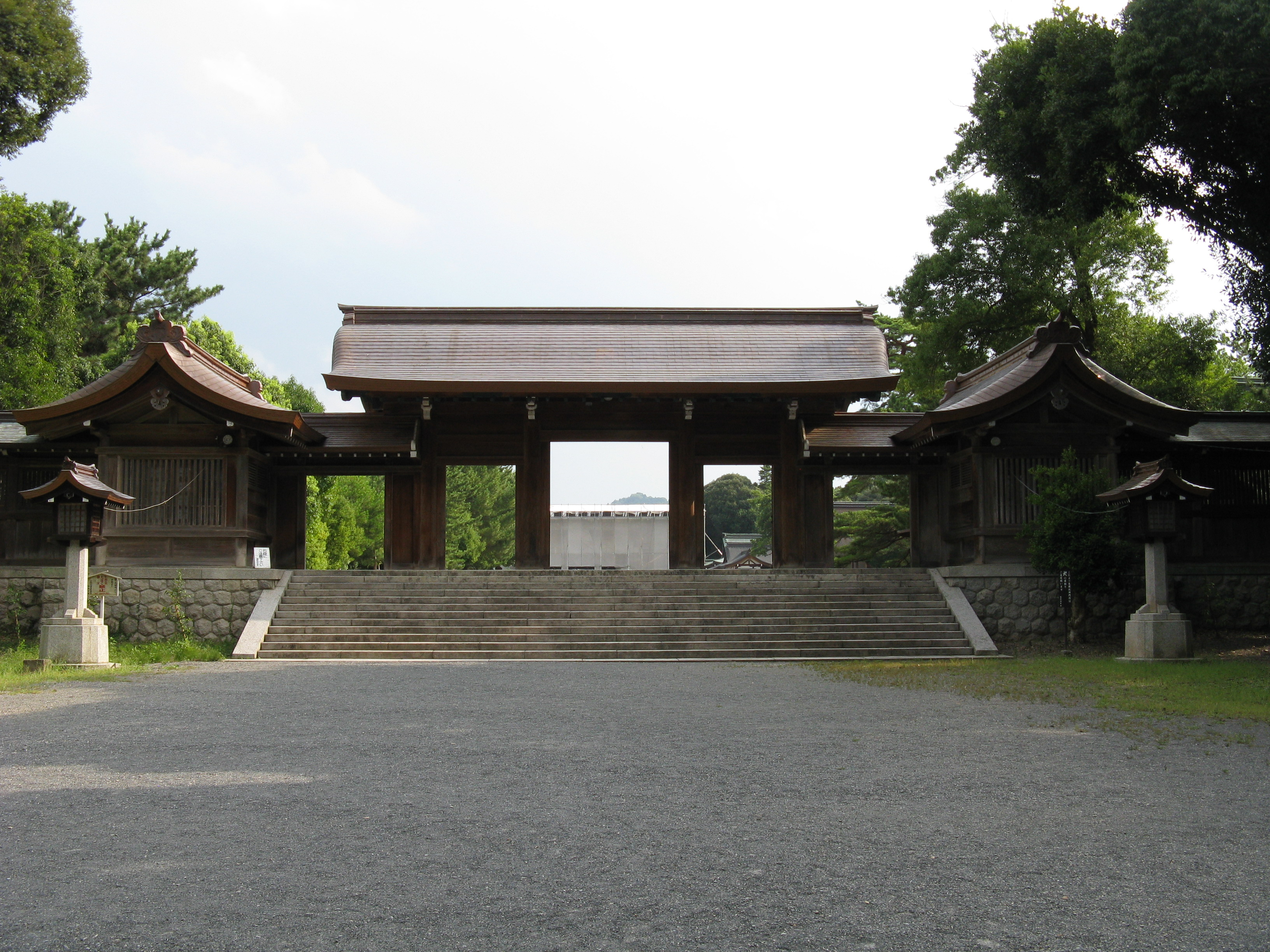
북신문
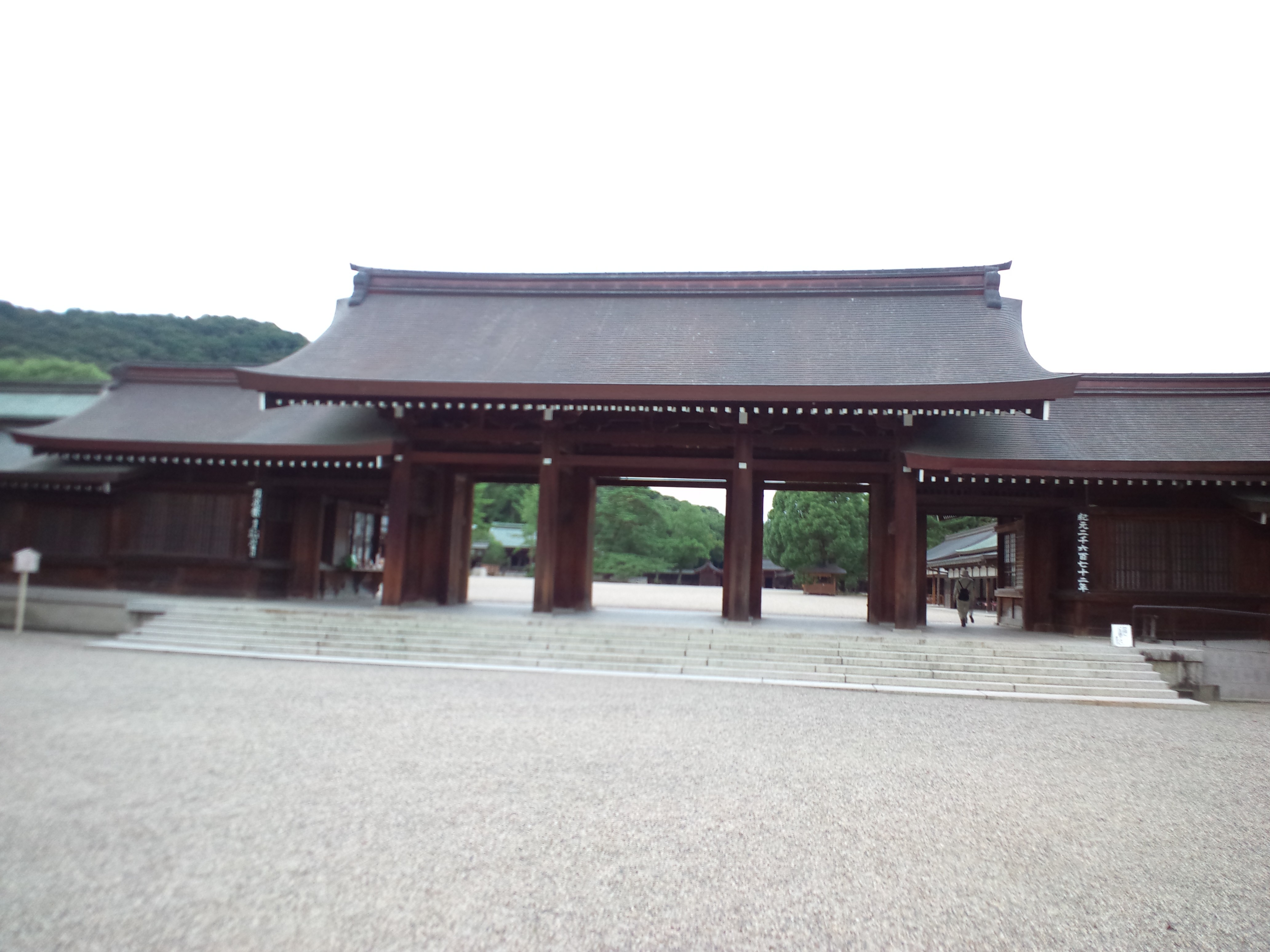
남신문
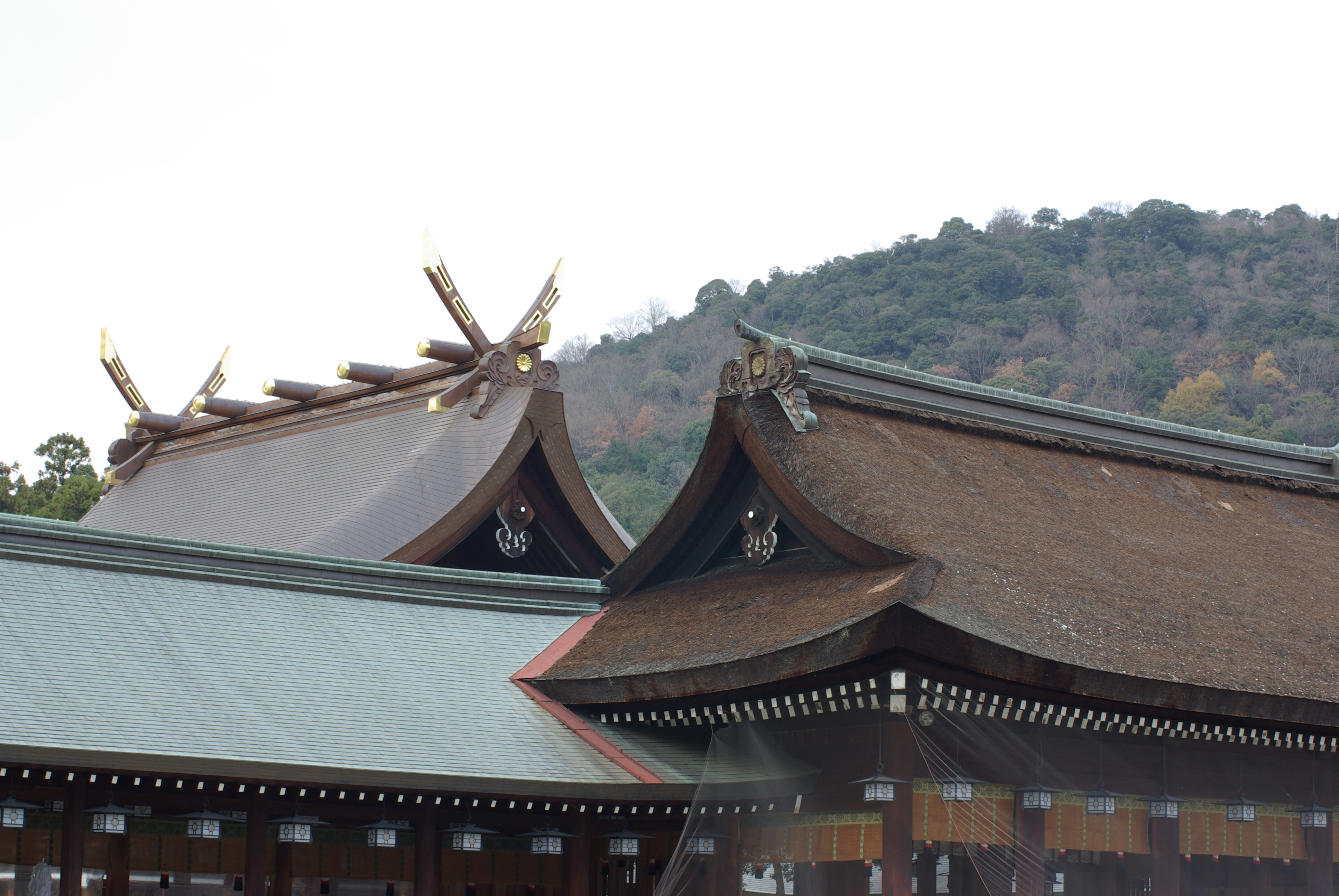
폐전(내부)와 내배전
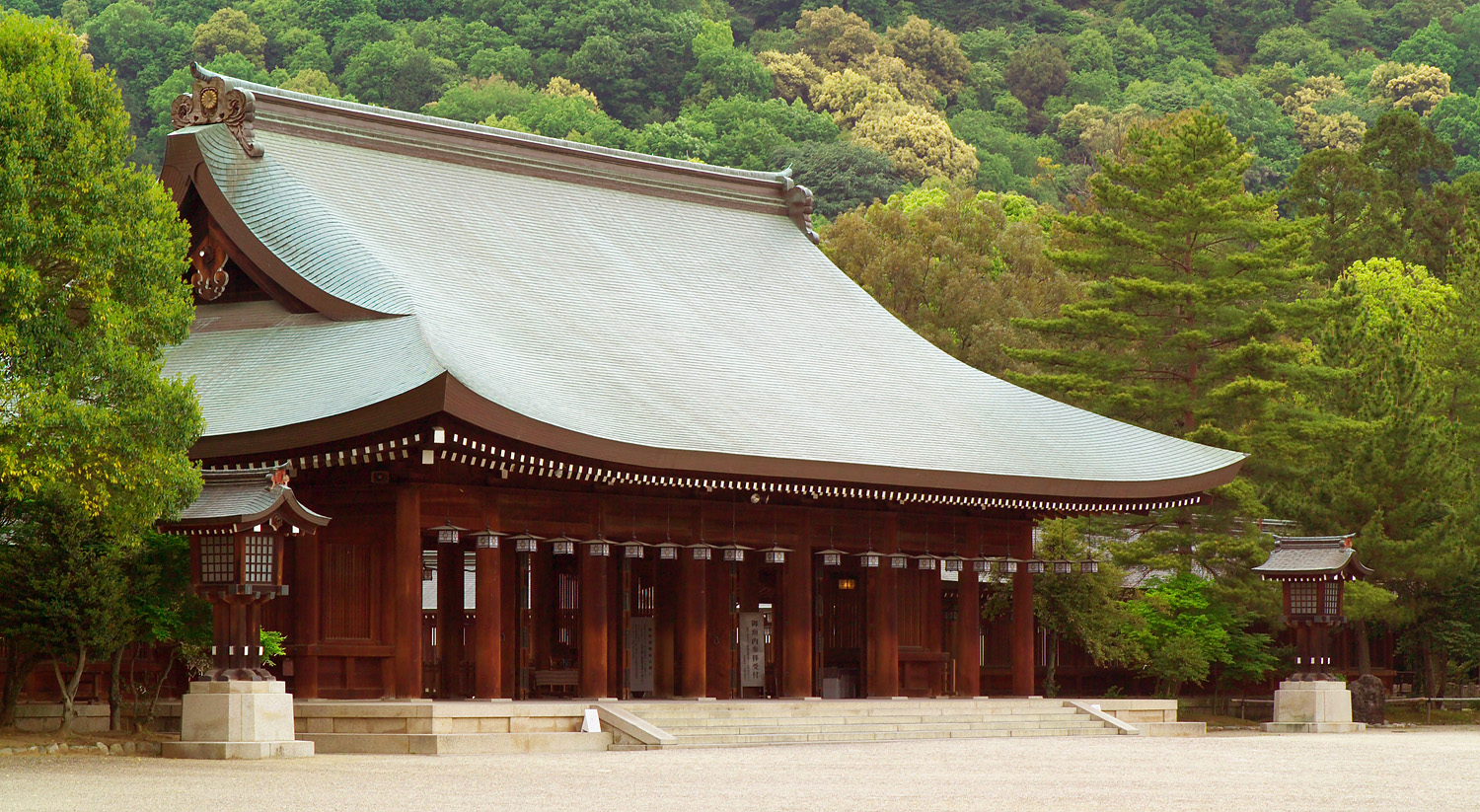
외배전
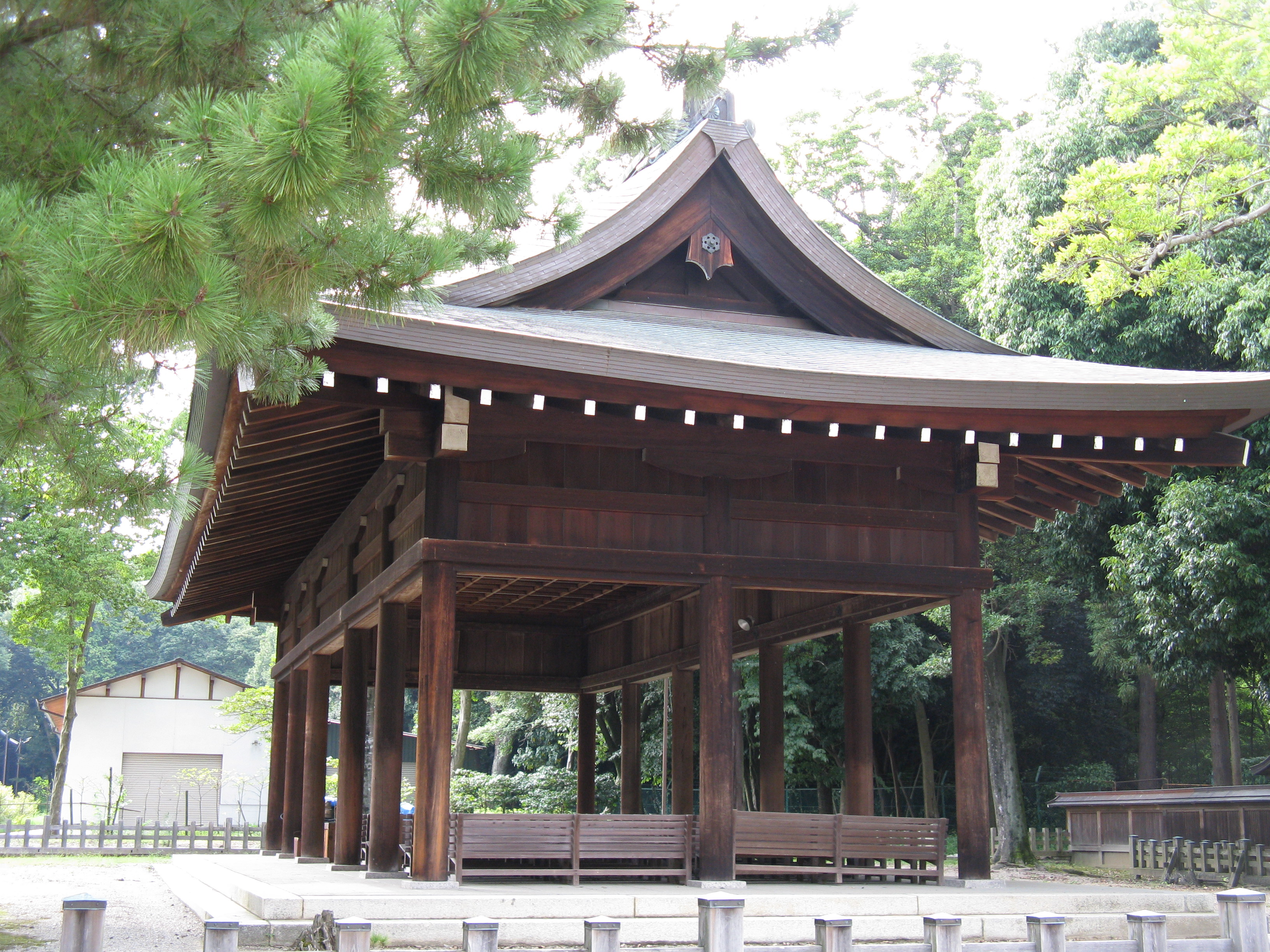
토간전
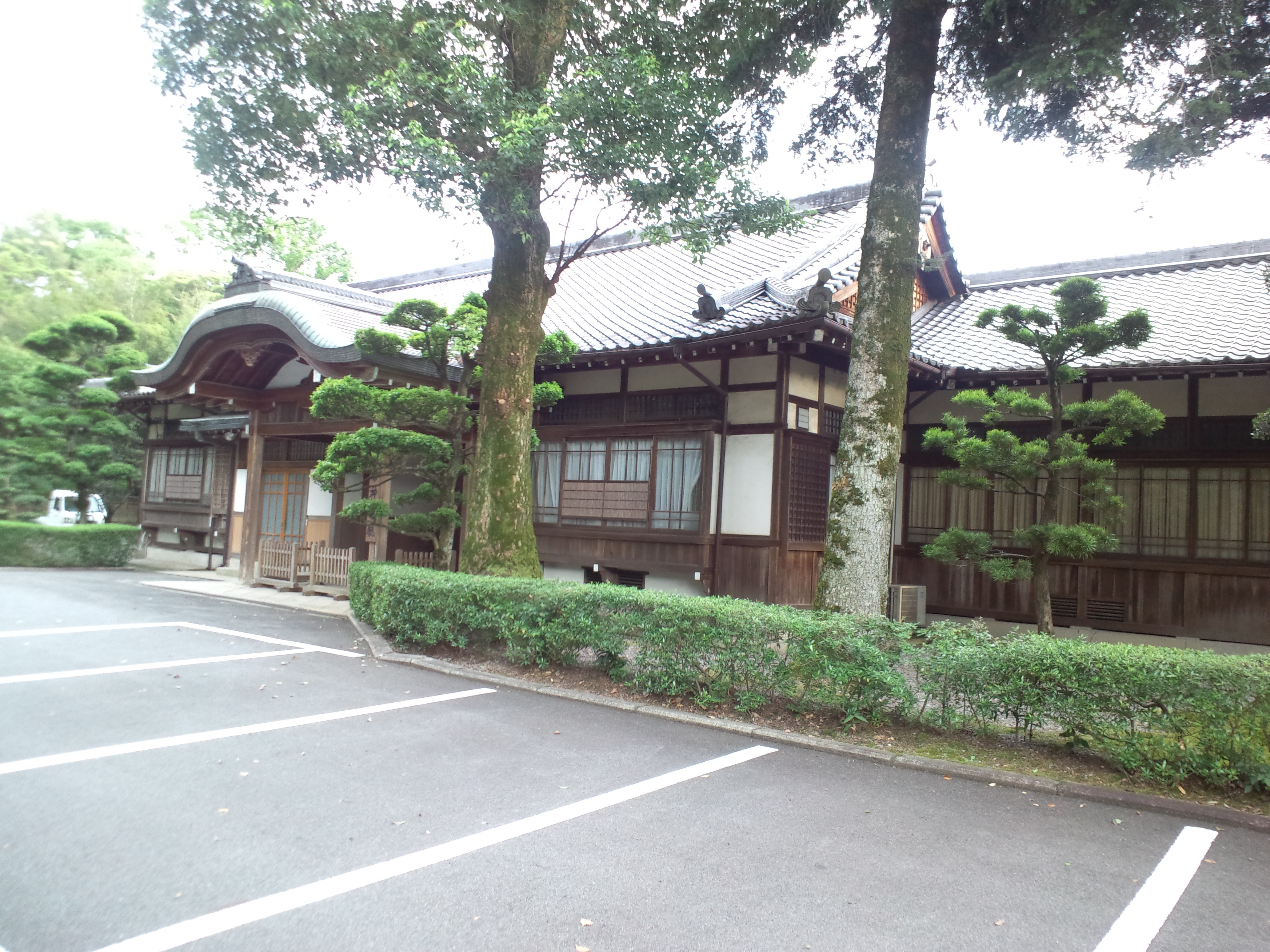
칙사관
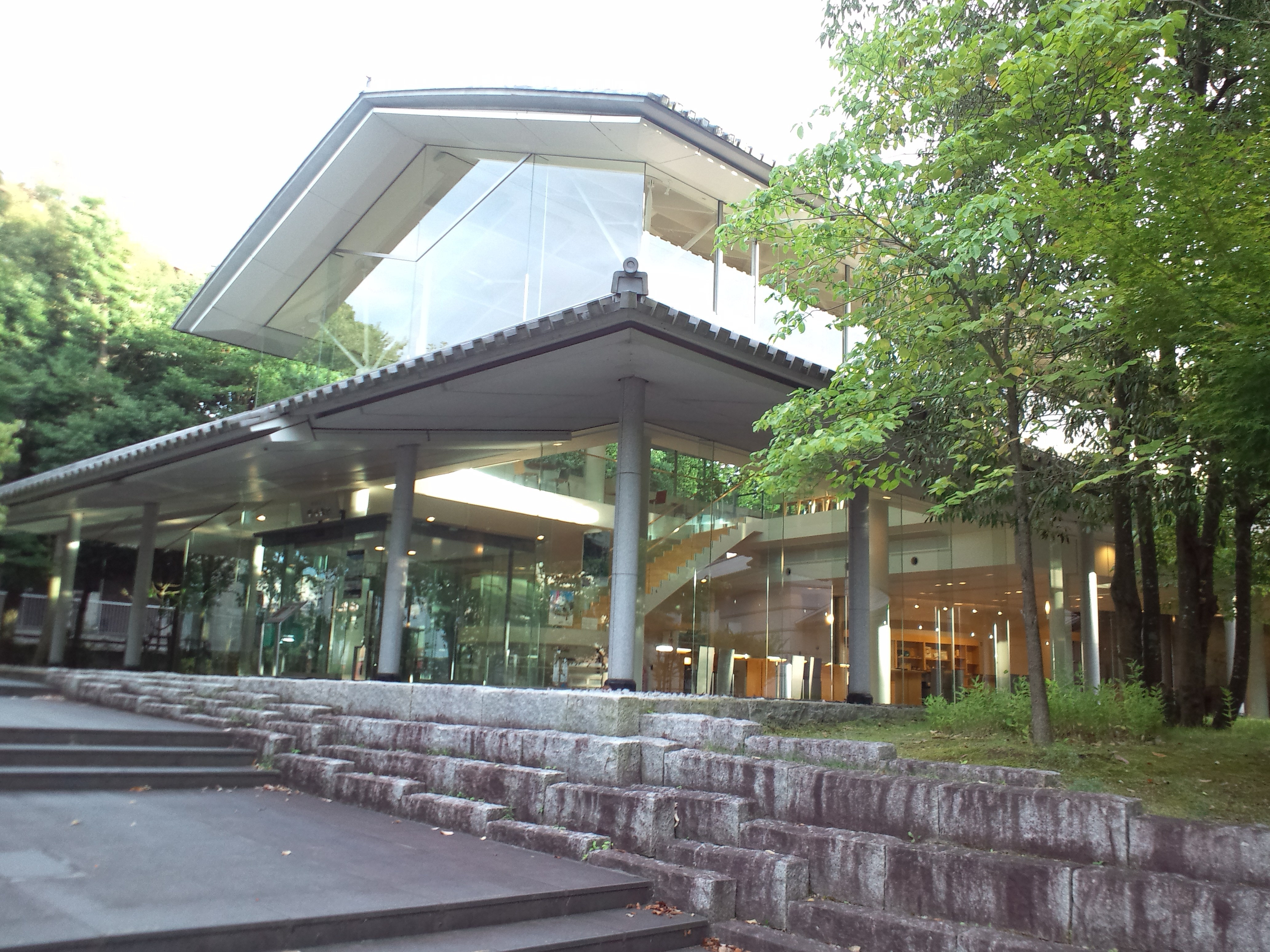
숭경회관
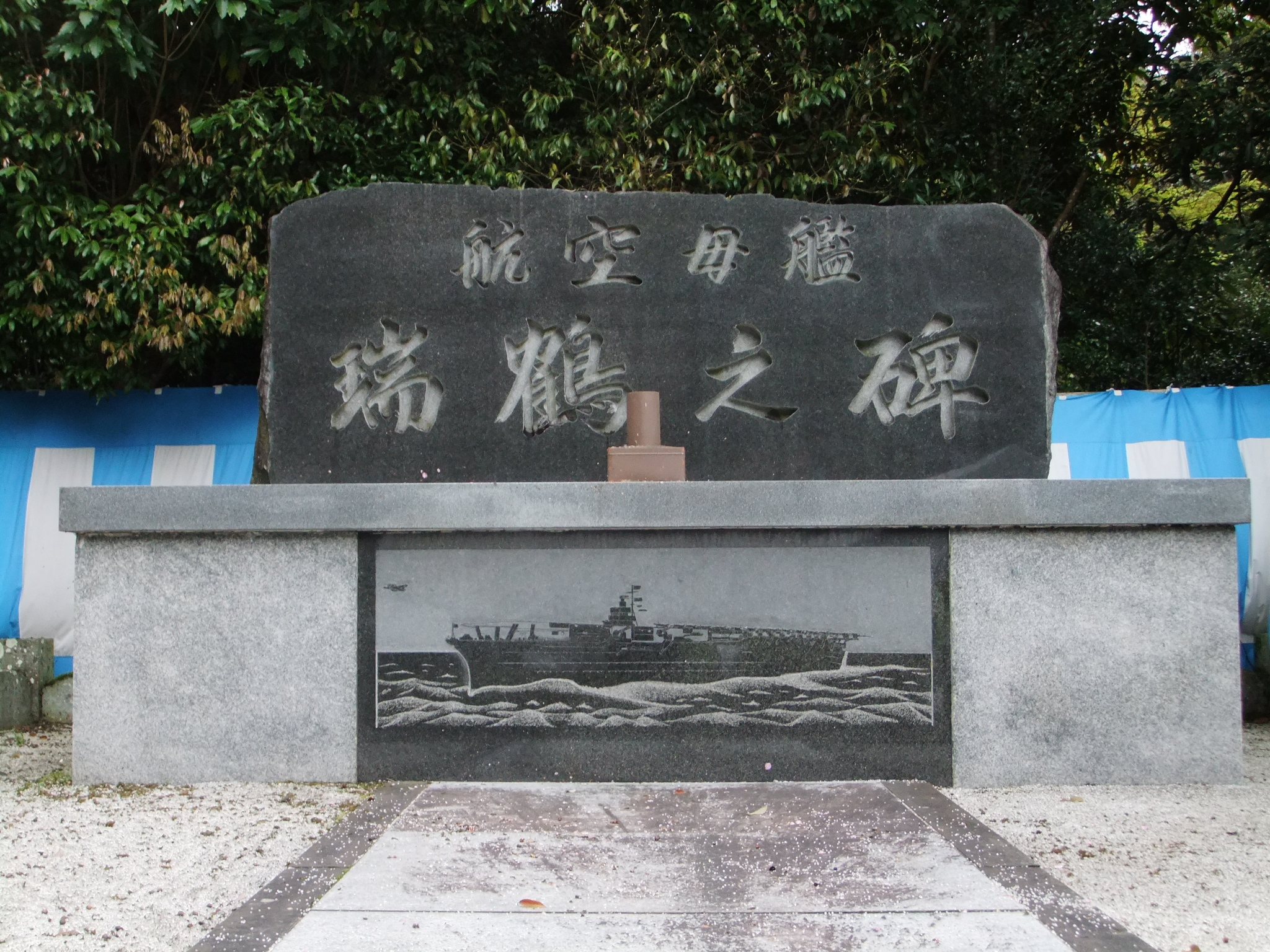
약앵우원의 즈이호 항모 비석
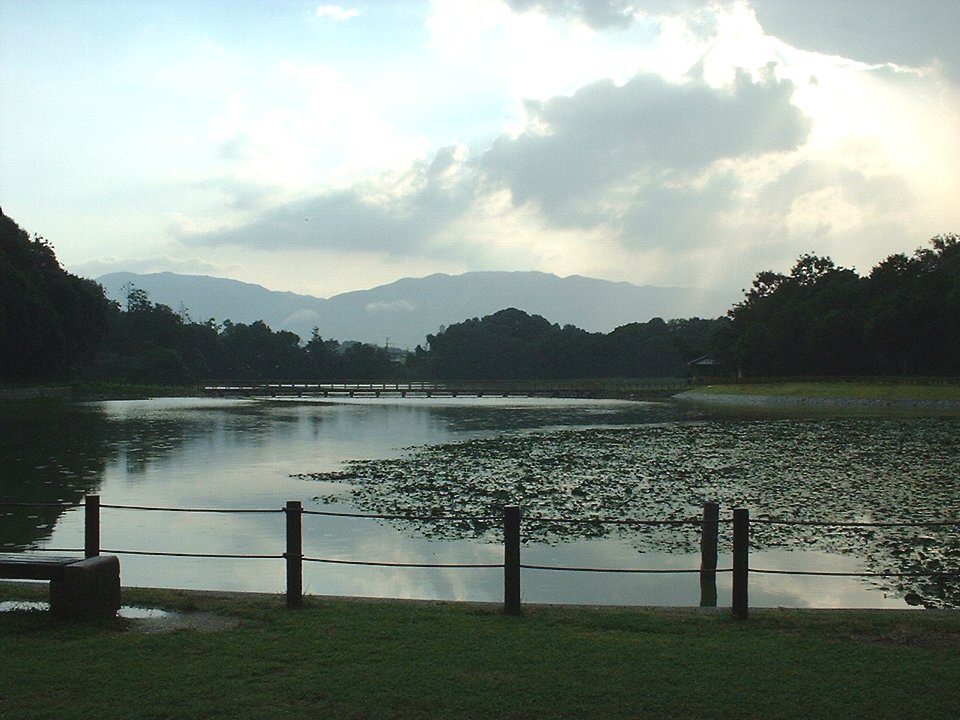
후카다이케

## 같이 보기
- 신궁 (신토)